# Ульссон, Гуннар (футболист, 1908)
Олоф Гу́ннар У́льссон (швед. Olof Gunnar Olsson; 19 июля 1908 — 27 сентября 1974) — шведский футболист, играл на позиции нападающего. Участник чемпионата мира 1934 года.

## Биография

### Клубная карьера
Всю футбольную карьеру, насчитывающую 11 сезонов, Ульссон играл за ГАИС. В составе этой команды в 1927 и 1931 годах выиграл два чемпионских титула.

### Карьера в сборной
Дебютировал за сборную Швеции 20 июня 1926 года в товарищеском матче со сборной Германии — та встреча закончилась со счётом 3:3 и Ульссон в том матче отметился забитым мячом.
В составе сборной Швеции принимал участие на чемпионате мира 1934 года, но на поле не выходил. Всего за сборную Швеции сыграл 6 матчей и забил 1 гол.

### Смерть
Скончался 27 сентября 1974 года в возрасте 66 лет.

## Достижения
ГАИС
- Чемпион Швеции (2) : 1927, 1931